# Animal Magic (album de Bonobo)
Pour les articles homonymes, voir Animal Magic.
Albums de Bonobo
One Offs, Remixes & B-sides
(2002)
Animal Magic est le premier album du musicien anglais Bonobo. Cet album est sorti à l'origine sur le label Tru Thoughts en 2000, il a été réédité en 2001 sur le label Ninja Tune.

## Liste des titres
1. Intro - 0:47
2. Sleepy Seven - 5:22
3. Dinosaurs - 4:01
4. Kota - 5:25
5. Terrapin - 4:40
6. The Plug - 5:19
7. Shadowtricks - 4:09
8. Gypsy - 3:39
9. Sugar Rhyme - 4:47
10. Silver - 6:34

Tous les titres ont été écrits par Bonobo (Simon Green).